# Frazier Thomas
William Frazier Thomas (13 de junio de 1918 – 3 de abril de 1985) fue un presentador televisivo estadounidense. Thomas, autor de nueve libros infantiles, se hizo conocido por crear, presentar, escribir y producir el programa televisivo infantil de dilatada trayectoria Garfield Goose and Friends para la emisora WGN-TV.

## Magia, radio y televisión
Nacido en Rushville, Indiana, Thomas empezó a actuar como mago a los 12 años de edad en su localidad natal, y siendo todavía adolescente escribió un libro dedicado a la magia. Bajo el nombre artístico de "Thomas the Magician and Company", actuó a lo largo de los Estados Unidos. En 1935 escribía una columna periodística semanal dedicada a los niños, al principio con el nombre de "Thomas the Magician" y después como Frazier Thomas. Los trucos que presentaba en sus artículos eran lo suficientemente simples como para que los jóvenes lectores pudieran llevarlos a cabo sin problemas, y su columna se publicó entre 1935 y 1940. Thomas fue miembro de la Society of American Magicians, tomando parte en sus conferencias nacionales.
En 1936 Thomas tenía un nuevo interés: la radio. Así, fue presentador de un show veraniego dedicado al cine en la emisora de Cincinnati, Ohio, WLW. Un año más tarde entrevistó a Edgar Bergen, interesándose bastante en la ventriloquia y en los títeres, por lo que viajó a Chicago para visitar el taller del hombre que había creado al famoso muñeco Charlie McCarthy.
Siguió trabajando para la WLW, escribiendo y creando sus propios shows, I Cover the Movies y Inside Radio. Además fue disk jockey de otros programas como BC Battle of the Bands. En esa época colaboró con Ruth Lyons en el programa Collect Calls From Lowenthal. Todavía en WLW, la pareja hizo un programa radiofónico matinal, Morning Matinee (más adelante conocido como The 50 Club), el cual Thomas presentó en colaboración con Lyons a lo largo de ocho años. En esos años también hizo actuaciones personales con otros presentadores de la WLW, trabajando como locutor y como ilusionista. En 1949 anunció que dejaba Morning Matinee para formar su propia compañía productora de radio y televisión.
Thomas se casó con Ann Deeds, artista comercial de WLW-TV, presentando ambos uno de los primeros shows televisivos de la emisora: Shopper's Special. Thomas trabajó después en la cadena de Cincinnati WKRC-TV, en la cual presentó su primer programa infantil, Meet the Little People. En 1950 Frazier y Anne Thomas figuraban entre los principales presentadores televisivos de Cincinnati.

## Garfield Goose
En 1951 a Thomas le contrató la WBKB-TV (actual WBBM-TV) de Chicago para trabajar en un show de variedades titulado en un principio The Frazier Thomas Show. Además presentó durante un tiempo un programa musical vespertino, Musical Nite-cap. El show de Thomas pasó a llamarse Petticoat Party, y en el mismo también trabajaba Ray Rayner. Petticoat Party supuso el debut en Chicago del muñeco Garfield Goose (La oca Garfield). Al poco tiempo , Thomas y su muñeco formaban la parte más popular del programa. El 29 de septiembre de 1952 Frazier y Garfield tuvieron su propio show, Garfield Goose and Friends, emitido como competencia del programa de la NBC Howdy Doody.
En esa época, la emisora WBKB pasó a depender de la cadena ABC. Un año más tarde, en 1955, la pareja encontró acomodo televisivo permanente en la WGN-TV, emisora en la que utilizarían a otros personajes, titulando el show Garfield Goose and Friends.
Además de entretener, Thomas también educaba a su joven público. Entre sus invitados figuraban personajes como el Dr. Lester Fisher, del Lincoln Park Zoo de Chicago, y J. Bruce Mitchell, del Museo de Ciencia e Industria, cuyas visitas eran a la vez divertidas e informativas.
Durante las vacaciones, Thomas cantaba "Jingle Bells" en latín, enseñando las palabras y su significado al público infantil. Los niños y sus familias estaban invitados a escribir una copia de las letras, necesitando Thomas varias semanas para contestar a todas las cartas. Además, visitaba escuelas locales para escenificar espectáculos de magia. La sección de Chicago de la National Academy of Television Arts and Sciences no dio Premios Emmy locales hasta 1958, y Thomas fue el primer galardonado con el premio al Mejor Artista Masculino para Niños, ganándolo otra vez en 1964 por su trabajo en Garfield Goose and Friends y Family Classics.

## Family Classics y otros trabajos
En 1961 la WGN-TV tenía una extensa colección de filmes aptos para ser visionados en familia, pero que raramente eran emitidos. Fred Silverman, ejecutivo de WGN en esa época, tuvo la idea de emitir dichas películas, y que las mismas fueran presentadas por Frazier Thomas. El programa tuvo contenidos seleccionados por Frazier, que fue quien diseñó el decorado, en el cual había una pintura de Garfield Goose ejecutada por Roy Brown. El título del show fue Family Classics, y tuvo una frecuencia semanal. Family Classics tuvo una gran audiencia, influyendo sobre la programación de otras cadenas de Chicago, las cuales respondieron emitiendo películas en el mismo momento. Ello motivó el traslado del programa a las tardes de los domingos. El decorado de Family Classics forma parte actualmente de la colección del Museum of Broadcast Communications.
En los años setenta, el modo en que los niños de Chicago veían la televisión había cambiado, y Garfield Goose and Friends hubo de pasar a la franja matinal de la WGN. Cuando Ned Locke, maestro de ceremonias de The Bozo Show, se retiró en 1976, a Thomas se le pidió sustituirle. Eso significaba que su show debía combinarse con The Bozo Show. Garfield Goose and Friends se emitió por última vez el 10 de septiembre de 1976. Los amigos de Frazier dejaron de salir en pantalla de manera definitiva el 26 de enero de 1981, tras diversos cambios en el programa Bozo. Sin embargo, Frazier siguió en el show como maestro de ceremonias, además de presentar Family Classics.

## Fallecimiento
Thomas sufrió un ictus en los estudios de la WGN-TV el 1 de abril de 1985, falleciendo el 3 de abril en Chicago, Illinois. Había presentado el teletón local Easter Seals el día anterior a su enfermedad. Sus restos fueron incinerados. Le sobrevivió su esposa, Ann, su hija Kitty y su hijo Jeff. Thomas recibió en 1985 a título póstumo el Chicago Academy of Television Arts and Sciences' Governors' Award por su trabajo televisivo. La familia de Thomas donó a Garfield y el resto de los títeres, así como el uniforme del presentador, al Museum of Broadcast Communications.

### Audio
- Garfield Goose and Friends clip (enlace roto disponible en Internet Archive; véase el historial, la primera versión y la última). Audio de un comercial 1959. Museum of Broadcast Communications (Windows Media Player)
- Garfield Goose and Friends clip (enlace roto disponible en Internet Archive; véase el historial, la primera versión y la última). Hacia 1970 Museum of Broadcast Communications (Windows Media Player)
- Garfield Goose and Friends clips (enlace roto disponible en Internet Archive; véase el historial, la primera versión y la última). Hacia 1970 Museum of Broadcast Communications (Windows Media Player)
- Garfield Goose and Friends clip (enlace roto disponible en Internet Archive; véase el historial, la primera versión y la última). Hacia 1970 Museum of Broadcast Communications (Windows Media Player)
- Bozo's Circus en Chicagofest (enlace roto disponible en Internet Archive; véase el historial, la primera versión y la última). 1979. Museum of Broadcast Communications (Windows Media Player)

- Datos: Q5494120
- Multimedia: Frazier Thomas / Q5494120